# Friedrich von Wangenheim (Oberst)
Friedrich Just oder Friedrich Jobst von Wangenheim (* 1717; † 16. März 1775 in Treuenbrietzen) war ein preußischer Oberst aus der Familie von Wangenheim, Ritter des Orden Pour le Mérite und zuletzt Chef des I. Stehendes Grenadier-Bataillons.

## Leben

### Herkunft
Friedrich war Angehöriger des thüringischen Adelsgeschlechts von Wangenheim. Er war ein Sohn des sachsen-gothaischen Oberstleutnant Christian von Wangenheim (1687–1757) und der Maria Sophie von Teutleben.

### Werdegang
Wangenheim begann seine Laufbahn in einem schwarzburgischen Regiment, in dem er am 16. Dezember 1740 das Patent zum Kapitän im Grenadierbataillon von Kahlen erhielt und mit welchem er über Mecklenburg 1742 in preußische Dienste kam. Das hatte in Treuenbrietzen sein Hauptquartier. Er konnte bis zum Dresdner Frieden vielfach auszeichnen, unter anderem bei der Belagerung von Prag. Am 1. Mai 1753 avancierte er zum Major. 1756 bekam er sein erstes aus vier Kompanien aus den Regimentern „Grabow“ und „Langen“ zusammengesetztes Grenadierbataillon. Im Juni 1757 soll er den Pour le Mérite erhalten haben. 1758 wurde als Kommandeur zum Grenadierbataillon von Kahlden versetzt. Er konnte sich im Siebenjährigen Krieg erneut mehrfach auszeichnen, namentlich in der Schlacht bei Prag. Wangenheim wurde zum Oberstleutnant befördert und ist 1759 invalidisiert mit dem Charakter eines Obersts dimittiert.

### Familie
Wangenheim blieb unvermählt, hinterließ jedoch drei natürliche Söhne, welche durch den König legitimiert worden sein sollen und den Namen von Wangenheim führten. Diese waren sämtlich verheiratet, hinterließen jedoch ausschließlich Töchter.
- Valentin Leopold († 1794), kursächsischer Leutnant in der Garnison Sangerhausen ⚭ 1781 Henriette Friederike von Hoffmann († 1814); vier Töchter
- Karl Friedrich († 1804), Leutnant bei der preußischen Artillerie, dann Steueraufseher in Gardelegen, schließlich Acciseeinnehmer in Putlitz, ⚭ Sophie Lemmen; eine Tochter
- Jobst Friedrich († 1803), Leutnant bei der preußischen Artillerie ⚭ Antonica Henrica Lisetta von Staudnitz († nach 1808); zwei Töchter